# ۷۳۰ (خورشیدی)
۷۳۰ هفتصد و سیمین سال هجری خورشیدی است.